# Sportklub Niederösterreich Sankt Pölten 2015-2016

## Rosa
| N. |                    | Ruolo | Calciatore        |
| -- | ------------------ | ----- | ----------------- |
| 1  | Austria (bandiera) | P     | Christoph Riegler |
| 2  | Austria (bandiera) | C     | Sebastian Punz    |
| 3  | Austria (bandiera) | D     | Michael Huber     |
| 4  | Austria (bandiera) | C     | Peter Brandl      |
| 5  | Polonia (bandiera) | D     | Tomasz Wisio      |
| 8  | Austria (bandiera) | C     | Michael Ambichl   |
| 11 | Senegal (bandiera) | A     | Cheikhou Dieng    |
| 12 | Spagna (bandiera)  | A     | Daniel Segovia    |
| 13 | Austria (bandiera) | C     | Lukas Thürauer    |
| 15 | Austria (bandiera) | D     | Martin Grasegger  |
| 16 | Austria (bandiera) | C     | Patrick Schagerl  |
| 18 | Austria (bandiera) | C     | Sebastian Starkl  |
| 19 | Austria (bandiera) | C     | Manuel Hartl      |
| 21 | Austria (bandiera) | A     | Jannick Schiby    |

| N. |                                 | Ruolo | Calciatore          |
| -- | ------------------------------- | ----- | ------------------- |
| 22 | Austria (bandiera)              | C     | Michael Drga        |
| 23 | Austria (bandiera)              | D     | Marcel Holzmann     |
| 25 | Austria (bandiera)              | D     | Andreas Dober       |
| 26 | Austria (bandiera)              | C     | Oliver Markoutz     |
| 27 | Austria (bandiera)              | D     | Christian Hayden    |
| 28 | Austria (bandiera)              | C     | Mario Mosböck       |
| 29 | Austria (bandiera)              | D     | David Stec          |
| 33 | Austria (bandiera)              | A     | Sebastian Drga      |
| 99 | Austria (bandiera)              | P     | Patrick Kostner     |
|    | Austria (bandiera)              | P     | Bartolomej Kuru     |
|    | Bosnia ed Erzegovina (bandiera) | C     | Husein Balić        |
|    | Brasile (bandiera)              | C     | Jeferson Maranhense |
|    | Austria (bandiera)              | P     | Felix Gschossmann   |
|    | Austria (bandiera)              | C     | Florian Mader       |